# Sławi Trifonow
Sławi Trifonow, właśc. Stanisław Todorow Trifonow (bułg. Слави Трифонов, właśc. Станислав Тодоров Трифонов; ur. 18 października 1966 w Plewenie) – bułgarski polityk, piosenkarz, producent i prezenter telewizyjny. Wykonywał czałgę, hip-hop, pop-rock i punk. Założyciel i lider partii Jest Taki Lud (ITN).

## Życiorys

### Młodość i edukacja
Jego ojciec pochodził z Gornej Mitropoliji w gminie Dołna Mitropolia, a matka z Todorowa w gminie Plewen. W 1985 ukończył szkołę muzyczną w Plewenie (w klasie altówki). Odbył służbę wojskową, później został absolwentem Bułgarskiego Konserwatorium Państwowego w Sofii. W trakcie nauki w szkole średniej był działaczem Komsomołu.

### Kariera artystyczna i telewizyjna
Zajął się działalnością artystyczną. W trakcie swojej kariery nagrał ponad 20 albumów muzycznych (m.in. w zespołem „Ku-Ku bend”). Na początku lat 90. zadebiutował w telewizji; wystąpił wówczas w programie telewizyjnym Ku-ku w skeczu parodiującym zespół heavymetalowy. W latach 1995–1997 był producentem i gospodarzem programu Kanaleto w BNT, w 1997 krytykował w nim premiera Żana Widenowa. W latach 90. m.in. z Lubenem Diłowem współtworzył firmę producencką. W 1998, po wyemitowaniu pierwszego odcinka nowego programu Slawiego Trifonowa pt. Chyszowe, telewizja publiczna zrezygnowała z dalszej współpracy (rzekomo na żądanie premiera Iwana Kostowa). W latach 1998–2000 program ten, obejmujący głównie satyrę polityczną i występy zespołu „Ku-Ku bend”, był emitowany przez kanał 7 Dni TV.
W 2000 Sławi Trifonow nawiązał współpracę z telewizją bTV. 27 listopada tegoż roku został w niej wyemitowany pierwszy odcinek programu rozrywkowego Szouto na Sławi. Show przez prawie 19 lat emisji zyskał znaczną popularność, należąc do najchętniej oglądanych programów rozrywkowych w Bułgarii. Ostatni (4176.) odcinek wyemitowano 31 lipca 2019.
W międzyczasie w 2005 Sławi Trifonow brał udział w krajowych kwalifikacjach do Eurowizji (w duecie z Sofią Marinową). Para wycofała się z konkursu, zarzucając nadawcy publicznemu, że głosowanie zostało zmanipulowane na korzyść innego wykonawcy.
Po odejściu z bTV wraz z współpracownikami założył telewizję 7/8 TV, która zaczęła nadawanie 4 listopada 2019.

### Działalność polityczna
W lipcu 2015 w swoim programie Szouto na Sławi ogłosił zainicjowanie zbiórki podpisów pod wnioskiem o przeprowadzenie referendum, a w październiku tegoż roku stanął na czele komitetu referendalnego. Przedstawiono sześć pytań dotyczących głównie kwestii ordynacji wyborczej i finansowania partii politycznych. W lutym 2016 jego grupa złożyła ponad 670 tys. podpisów (z których około 100 tys. okazało się nieważnych). Liczba ważnych podpisów o ponad 200 tys. przekraczała minimum wymagane do przeprowadzenia głosowania. Ostatecznie doszło do referendum z trzema pytaniami (pozostałe trzy zablokowano na wniosek prezydenta Rosena Plewneliewa). Odbyło się ono w listopadzie 2016 i okazało się niewiążące z uwagi na nieco zbyt niską frekwencję. Sławi Trifonow zarzucał państwowej komisji wyborczej manipulacje w trakcie ustalania wyników.
Bezskutecznie próbował zarejestrować partię pod nazwą Njama takawa dyrżawa (pol. Nie ma takiego państwa). 16 lutego 2020 ogłosił utworzenie ugrupowania Jest Taki Lud, która została zarejestrowana w czerwcu tegoż roku. Partia, określona jako formacja antyestablishmentowa, przyłączyła się do zapoczątkowanych w tym samym roku protestów przeciwko rządowi Bojka Borisowa.
W przeprowadzonych w kwietniu 2021 wyborach parlamentarnych ugrupowanie Sławiego Trifonowa z wynikiem 17,7% głosów zajęło drugie miejsce za koalicją GERB-SDS. Uzyskało 51 mandatów w Zgromadzeniu Narodowym 45. kadencji, z których jeden przypadł jej liderowi. Parlament został wkrótce rozwiązany wobec niemożności wyłonienia rządu. Ugrupowanie Jest Taki Lud wygrało kolejne wybory z lipca 2021 z wynikiem 24,1% głosów; sam Sławi Trifonow nie ubiegał się wówczas o mandat poselski. Nie kandydował także w przedterminowych wyborach z listopada 2021, w których jego ugrupowanie uzyskało znacznie słabszy rezultat. W wyborach z października 2022 ITN nie przekroczyło wyborczego progu. Formacja powróciła do parlamentu z niewielką reprezentacją na skutek kolejnych wyborów z kwietnia 2023, Sławi Trifonow został wówczas wybrany na posła 49. kadencji (jednak odmówił objęcia mandatu). Nie objął również mandatu, który uzyskiwał w wyniku wyborów z czerwca 2024 i października 2024.

## Dyskografia[5]
- Rygaj czuszki w boba (1993)
- Szat na patkata gławata (1994)
- Roma TW (1994)
- Żyłta kniżka (1995)
- Chyszowe (1996)
- Kanaleto – The Best (1997)
- Edno Ferari s cwjat czerwen (1997)
- Francija, zdrawej (1998)
- Deweti tragiczen (1998)
- Wawiłon (1998)
- Njama „ne iskam”, njama „nedej” (1999)
- Czasyt na benda (2000)
- Nowite Warwari (2001)
- The Best (2001)
- Vox Populi (2002)
- Prima patriot (2004)
- I orkestyra da swiri (2005)
- Nie prodyłżawame (2007)
- No Mercy (2009)
- Makedonija (2010)
- Edin ot mnogoto (2012)
- Ima takyw narod (2017)
- Pesni za byłgari (2018)